# Kaisma
Kaisma is een plaats in de Estlandse provincie Pärnumaa, sinds 2017 behorend tot de gemeente Põhja-Pärnumaa. De plaats heeft de status van dorp (Estisch: küla).
Tot 2009 vormde Kaisma met zes andere dorpen een afzonderlijke gemeente (Kaisma vald) met een oppervlakte van 184 km². In 2005 telde deze 569 inwoners. In 2009 ging Kaisma op in de landgemeente Vändra, die op haar beurt in 2017 met drie andere gemeenten de nieuwe gemeente Põhja-Pärnumaa vormde.

## Bevolking
Het dorp had 116 inwoners op 31 december 2011 en 106 inwoners op 31 december 2021.